# Чистий провулок (Житомир)
Чистий провулок — провулок у Богунському районі міста Житомира.

## Характеристики
Провулок розташований в центральній частині міста, в Старому місті, а саме в північній його частині, що відома за історичною назвою «Новоє Строєніє» («Нова Будова»). Розміщений в кварталі змішаної житлової забудови — багатоповерхової та садибної. Безпосередньо забудова провулкусадибна житлова, що сформувалася до початку ХХ ст.
Провулок бере початок з прибудинкового проїзду багатоповерхового житлового будинку № 25 по вулиці Михайла Грушевського, прямує на північний схід та завершується кутком в глибині кварталу. 

## Історія
Провулок виник у другій половині ХІХ ст. — початку ХХ ст. Формувався як проїзд углиб кварталу в ході розпланування північної частини міста під нові житлові квартали правильної форми. Траса й забудова провулка сформувалися до початку ХХ ст. Станом на 1915 рік на мапі підписаний як Ілларіонівський. Історична назва походить від тодішньої назви вулиці, що нині має назву на честь Михайла Грушевського — Ілларіонівської, з якої провулок брав початок до 1966 року. В результаті будівництва у 1966 році п'ятиповерхової «панельки», початок провулка опинився в глибині кварталу.